# Naomi Ginsberg
Naomi Shauna Ginsberg (Halifax, 1979) es una ingeniera eléctrica, física, y química estadounidense. Es profesora asociada de química en la Universidad de California, Berkeley.

## Vida y educación
Ginsberg se graduó en ingeniería en la Universidad de Toronto en 2000, y completó su PhD en Física en Harvard. 
Su interés inicial era la biomedicina, pero se graduó con foco en ingeniería eléctrica, y con especial énfasis en física y óptica. La aceptaron en Harvard, y durante su estancia en el grupo de investigación del profesor de física Lene Hau, Ginsberg estudió los Condensados de Bose-Einstein, nubes ultra frías de átomos que existen a temperaturas justo unos cuantos billones de grados por encima de cero absoluto.
Después de obtener su PhD por su tesis titulada "Manipulaciones con pulsos ligeros lentos comprimidos espacialmente en condensados de Bose-Einsten" con Lene Hau como su director de tesis, Ginsberg prefirió cambiar de dirección e incluir otros intereses, moviendo a Berkeley para empezar su investigación postdoctoral en 2007 con Graham Fleming como su consejero. Fue titular de una beca Postdoctoral Glenn T. Seaborg en el Laboratorio Nacional Lawrence Berkeley, hasta que la nominaron como profesora adjunta en el departamento de Química en UC Berkeley en 2010.

## Trabajo
Una serie de experimentos del Grupo Hau en Harvard (en el que estaba Ginsberg) consistía en parar y almacenar una señal ligera en un condensado de átomos de sodio, transfiriendo entonces la señal a una segunda nube de sodio 160 µm fuera. El American Institute of Physics listó esta hazaña como #1 en su Top Ten de descubrimientos de 2007.
Ginsberg fue la autora principal del paper "Control coherente de información óptica con dinámica ondulatoria de la materia", aquello apareció en la portada del Nature en febrero de aquel año.
Ahora dirige el Grupo Ginsberg, cuyo objetivo de investigación es "la resolución espacial de dinámicas complejas de procesos a nanoescala como la foto captación foto sintética." Su trabajo actual está centrado en "empujar los límites de la espectroscopia resuelta en el espacio y de la microscopia resuelta en el tiempo en múltiples modalidades", para intentar probar y contestar cuestiones fundamentales y desafiantes que abarcan química, física, y biología. El grupo de Ginsberg usa enfoques diferentes, incluyendo la espectroscopia ultrarrapida, lamicroscopia ligera, y la microscopia de electrón catodoluminiscente.

## Premios
En 2011, le otorgaron la beca David y Lucile Packard de la Fundación para Ciencia e Ingeniería.
En 2012, su investigación atrajo el apoyo de la Agencia de Defensa Avanzada de Proyectos de Investigación DARPA, ganando el Premio joven de la Facultad por su trabajo en "Ciencia de Materiales Predictiva; "Debajo del Bulk: Eficiencia de dominio específico y degradación en Películas Delgadas Fotovoltaicas Orgánicas""
Ginsberg actualmente tiene La silla Cupola Era Endowed en la Universidad de Química, y es una científica en la división de biociencias físicas en el Lawrence Berkeley National Laboratory.
En 2015, se le otorgó una beca Sloan de investigación.